# زنبور البلح
زنبور البلح أو دبور البلح أو زنبور البلح الأحمر أو الزنبور الشرقي أو الزنبور الأصفر (الإسم العلمي:Vespa orientali)، هو نوع من الحشرات يتبع جنس الزنابير من فصيلة الزنبوريات، يتواجد في جنوب غرب آسيا وشمال شرق أفريقيا، وأجزاء من جنوب أوروبا، تبني هذه الزنابير أعشاشها من أوراق الأشجار وقطع الخشب والقش والطين في تجاويف الأشجار أو في الحوائط والأسقف ويوجد في كل عش أو في المستعمرة الافراد الاتية (الخدم – الملكات وذكور مخصبة) وهي مفترسة ليرقات حرشفية الأجنحة عادة. يُسمى بزنبور البلح نتيجة لتشابه الجزء الخلفي بثمرة البلح.